# آنیش کومار گیری
آنیش‌ کومار گیری (نپالی: अनीश कुमार गिरि, روسی: Ани́ш Кумар Гири, هلندی: Anish Kumar Giri, زاده ۲۸ ژوئن ۱۹۹۴ در سنت پترزبورگ، روسیه) استاد بزرگ شطرنج اهل هلند است.
او از پدری نپالی و مادری روسی در سنت پترزبورگ زاده شد. او در سال ۲۰۰۲ به همراه پدر و مادر و دو خواهرش، به ژاپن و سپس در سال ۲۰۰۸، برای شغل پدرش به هلند مهاجرت کرد.

## افتخارات
او در سن ۱۴ سالگی، موفق به کسب عنوان استاد بزرگ شطرنج شد. آنیش در سه المپیاد شطرنج جوانان جهان، موفق به کسب دو مدال برنز انفرادی و مجموع ۲۰ امتیاز از ۲۹ بازی (۲ باخت، ۱۳ برد و ۱۴ تساوی) شد.